# バンザント郡 (テキサス州)
バンザント郡（英: Van Zandt County）は、アメリカ合衆国テキサス州の北東部に位置する郡である。2010年国勢調査での人口は52,579人であり、2000年の48,140人から9.2%増加した。郡庁所在地はカントン市（人口3,581人）であり、同郡で人口最大の都市でもある。郡名はテキサス共和国議会議員を務めたアイザック・バンザントに因んで名付けられた。
バンザント郡は以前、禁酒郡（ドライ）だったが、2009年5月9日のウィリスポイント市住民投票で、市域内でのビールとワインの販売が認められた。

## 地理
アメリカ合衆国国勢調査局に拠れば、郡域全面積は859平方マイル (2,225 km2)であり、このうち陸地849平方マイル (2,199 km2)、水域は10平方マイル (26 km2)で水域率は1.26%である。

### 主要高規格道路
- 州間高速道路20号線
- アメリカ国道80号線
- テキサス州道19号線
- テキサス州道64号線

### 隣接する郡
- レインズ郡 - 北
- ウッド郡 - 北東
- スミス郡 - 東
- ヘンダーソン郡 - 南
- カウフマン郡 - 西
- ハント郡 - 北西

## 人口動態
以下は2000年国勢調査による人口統計データである。
| 基礎データ - 人口: 48,140人 - 世帯数: 18,195 世帯 - 家族数: 13,664 家族 - 人口密度: 22人/km2（57人/mi2） - 住居数: 20,896軒 - 住居密度: 10軒/km2（25軒/mi2） 人種別人口構成 - 白人: 91.96% - アフリカン・アメリカン: 2.94% - ネイティブ・アメリカン: 0.62% - アジア人: 0.18% - 太平洋諸島系: 0.03% - その他の人種: 2.71% - 混血: 1.56% - ヒスパニック・ラテン系: 6.56% 年齢別人口構成 - 18歳未満: 25.5% - 18-24歳: 7.3% - 25-44歳: 25.2% - 45-64歳: 24.9% - 65歳以上: 17.0% - 年齢の中央値: 40歳 - 性比（女性100人あたり男性の人口） - 総人口: 97.0 - 18歳以上: 93.7 | 世帯と家族（対世帯数） - 18歳未満の子供がいる: 31.8% - 結婚・同居している夫婦: 62.6% - 未婚・離婚・死別女性が世帯主: 8.7% - 非家族世帯: 24.9% - 単身世帯: 22.0% - 65歳以上の老人1人暮らし: 11.6% - 平均構成人数 - 世帯: 2.59人 - 家族: 3.01人 収入と家計 - 収入の中央値 - 世帯: 35,029米ドル - 家族: 41,175米ドル - 性別 - 男性: 31,887米ドル - 女性: 21,344米ドル - 人口1人あたり収入: 16,930米ドル - 貧困線以下 - 対人口: 13.3% - 対家族数: 10.3% - 18歳未満: 15.9% - 65歳以上: 12.1% |

## メディア
バンザント郡はダラス・フォートワースメディア市場に属している。地元ではテレビ局10局から放送が流されており、近くのタイラー、ロングビュー、ジャクソンビルのメディア市場からも視聴できるものがある。郡内にはAMラジオ局が1局のみある。

### 新聞と刊行物
- カントン・ヘラルド
- バン・バナー
- ウィリスポイント・クロニクル
- カントン・ガイド
- バンザント郡ニューズ
- 東テキサスホームズ ＆ ファームズ
- グランドセイリーン・サン

## 都市と町
| - カントン - 郡庁所在地 - ベンウィーラー、未編入の町 - エッジウッド - イーダム - フルーツベイル | - グランドセイリーン - マーティンズミル、未編入の町 - バン - ウィリスポイント |  |